# 歐龍河
歐龍河（法語：Auron，法語發音：[oʁɔ̃]）是法國的河流，位於該國中部，屬於耶夫爾河的左支流，河道全長76.9公里，發源自瓦利尼附近，流經奥弗涅-罗讷-阿尔卑斯大区和中央-盧瓦爾河谷大區，河口處在布尔日。

## 外部連結
- Géoportail （页面存档备份，存于）
- 与耶夫爾河汇流的描述 （页面存档备份，存于）
- Sandre数据库中的歐龍河